# Synidotea bathyalis
Synidotea bathyalis is een pissebed uit de familie Idoteidae. De wetenschappelijke naam van de soort is voor het eerst geldig gepubliceerd in 1955 door Eupraxie Fedorovna Gurjanova.